# Jurij Krymarenko
Jurij Krymarenko (ukrainisch Юрій Кримаренко; englische Transkription Yuriy Krymarenko; * 11. August 1983 in Berdytschiw, Ukrainische SSR) ist ein ukrainischer Hochspringer, der bei den Leichtathletik-Weltmeisterschaften 2005 in Helsinki Weltmeister wurde.
Als einziger übersprang er 2,32 m. Der Favorit Stefan Holm (Sieger der Olympischen Spiele 2004) scheiterte ebenso wie der Kanadier Mark Boswell an dieser Höhe und blieb ohne Medaille. Krymarenko war 2005 bereits bei U23-Europameisterschaften in Erfurt gestartet und unterlag hier dem Tschechen Jaroslav Bába, der bei den Weltmeisterschaften auch nur 2,29 m übersprang. Krymarenkos persönliche Bestleistung liegt bei 2,33 m. Bei den Weltmeisterschaften 2007 in Osaka scheiterte er bereits in der Qualifikation an der Höhe von 2,29 m.
Jurij Krymarenko hat bei einer Größe von 1,85 m ein Wettkampfgewicht von 62 kg.